# Els mites grecs
Els mites grecs (en anglès: The Greek Myths) és una mitografia, un compendi de mitologia grega, elaborada pel poeta i escriptor anglès Robert Graves.

## Contingut
Va ser publicada el 1955 i revisada per l'autor el 1960. Sistematitza l'amplíssim material de la mitologia clàssica d'acord amb un mètode consistent «en reunir en una narració harmoniosa tots els elements disseminats de cada mite, recolzats per variants poc conegudes que poden ajudar a determinar el seu significat, i a respondre a totes les preguntes que van sorgint en termes antropològics o històrics».

## Traduccions
- Graves, Robert. Los mitos griegos (en castellà).  Barcelona: Editorial Ariel (edició abreviada)traducció de Lucia Graves, 2012. ISBN 9788434453111.
- -, -. Los mitos griegos (en castellà).  Madrid: Editorial Gredos, 2011. ISBN 9788424920784.
- –, -. Los mitos griegos (en castellà).  Madrid: Alianza Editorial, 2011. ISBN 9788420643489 / 9788420643496.